# Ігеруелас
Ігеруелас, Фігеролес (ісп. Higueruelas (офіційна назва), валенс. Figueroles) — муніципалітет в Іспанії, у складі автономної спільноти Валенсія, у провінції Валенсія. Населення — 506 осіб (2010).

## Географія
Муніципалітет розташований на відстані близько 250 км на схід від Мадрида, 55 км на північний захід від Валенсії.

## Демографія
Динаміка населення (INE ):

## Галерея зображень

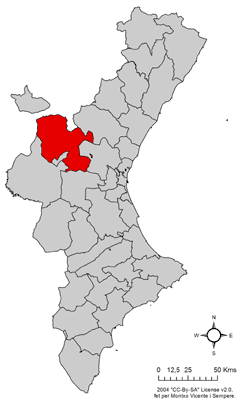
Розташування муніципалітету Ігеруелас у автономній спільноті Валенсія
Розташування муніципалітету Ігеруелас у комарці Лос-Серранос